# NED University of Engineering and Technology
NED University of Engineering and Technology – pakistański uniwersytet w Karaczi

## Historia
Uczelnia została założona w marcu 1977 roku na podwalinach założonego w 1922 roku NED Government Engineering College. 

## Wydziały
W ramach uniwersytetu działa 7 wydziałów:
- Wydział inżynierii lądowej i architektury (Faculty of Civil Engineering and Architecture CEA)
- Wydział inżynierii mechanicznej i inżynierii produkcji (Faculty of Mechanical and Manufacturing Engineering MME)
- Wydział inżynierii elektrycznej i komputerów (Faculty of Electrical and Computer Engineering ECE)
- Wydział nauk o informacji i nauk humanistycznych (Faculty of Information Sciences and Humanities ISH)
- Wydział inżynierii chemicznej i procesowej (Faculty of Chemical & Process Engineering CPE)
- Wydział inżynierii biomedycznej (Faculty of Bio-Medical Engineering BME)
- Wydział inżynierii morskiej (Faculty of Maritime Engineering)